# Thyenula
Thyenula  (лат.) — род аранеоморфных пауков из семейства пауков-скакунов (Salticidae). Распространение — Африка.

## Классификация
Представитель трибы Euophryini. Иногда в состав этого рода включают вид Klamathia flava (под названием Thyenula flava).
- Thyenula ammonis (Denis, 1947) — Египет
- Thyenula arcana (Wesolowska & Cumming, 2008) — Зимбабве
- Thyenula armata (Wesolowska, 2001) — Южная Африка[3]
- Thyenula aurantiaca (Simon, 1902) — Южная Африка
- Thyenula hortensis (Wesolowska & Cumming, 2008) — Зимбабве
- Thyenula juvenca (Simon, 1902) — Южная Африка. typus
- Thyenula oranjensis (Wesolowska, 2001) — Южная Африка
- Thyenula sempiterna (Wesolowska, 2000) — Зимбабве[4]